# Ewa Kołodziej
Ewa Edyta Kołodziej (ur. 2 września 1978 w Katowicach) – polska działaczka samorządowa i polityk, posłanka na Sejm VII, VIII, IX i X kadencji.

## Życiorys
Absolwentka X Liceum Ogólnokształcącego im. Ignacego Jana Paderewskiego w Katowicach. W 2002 ukończyła studia z zakresu politologii na Wydziale Nauk Społecznych Uniwersytetu Śląskiego w Katowicach. Pracowała jako asystentka parlamentarna, referent ds. administracyjno-biurowych w śląskim urzędzie wojewódzkim i specjalistka ds. PR w centrum medycznym. Zaangażowała się w działalność Stowarzyszenia „Młodzi Demokraci” i Platformy Obywatelskiej.
W 2001 bezskutecznie kandydowała do Sejmu z listy PO. W 2002 bez powodzenia kandydowała do katowickiej rady miejskiej. Radną została w trakcie kadencji w miejsce Andrzeja Sośnierza. W 2006 i w 2010 skutecznie ubiegała się o reelekcję. Pełniła funkcję wiceprzewodniczącej rady miejskiej i przewodniczącej komisji edukacji.
W wyborach parlamentarnych w 2011 uzyskała mandat poselski jako kandydatka z listy PO, otrzymując 14 149 głosów w okręgu katowickim. W 2015 nie została ponownie wybrana do Sejmu, jednak jeszcze w tym samym roku objęła mandat posłanki VIII kadencji, zastępując zmarłego Tomasza Tomczykiewicza. Została członkinią Komisji Polityki Społecznej i Rodziny oraz Komisji Polityki Senioralnej, pracowała też w Komisji Mniejszości Narodowych i Etnicznych (2015–2018).
W wyborach w 2019 i 2023 z powodzeniem ubiegała się o poselską reelekcję z ramienia Koalicji Obywatelskiej, otrzymując odpowiednio 11 549 głosów oraz 7283 głosy.

## Wyniki w wyborach ogólnopolskich
| Wybory | Komitet wyborczy   | Komitet wyborczy      | Organ            | Okręg | Wynik          |
| ------ | ------------------ | --------------------- | ---------------- | ----- | -------------- |
| 2001   |                    | Platforma Obywatelska | Sejm IV kadencji | nr 31 | 1330 (0,37%)   |
| 2011   | Sejm VII kadencji  | Platforma Obywatelska | 14 149 (3,51%)   | nr 31 |                |
| 2015   | Sejm VIII kadencji | Platforma Obywatelska | 5745 (1,40%)     | nr 31 |                |
| 2019   |                    | Koalicja Obywatelska  | Sejm IX kadencji | nr 31 | 11 549 (2,46%) |
| 2023   | Sejm X kadencji    | Koalicja Obywatelska  | 7283 (1,38%)     | nr 31 |                |